# Maloy (Iowa)
Maloy es una ciudad ubicada en el condado de Ringgold en el estado estadounidense de Iowa. En el Censo de 2010 tenía una población de 29 habitantes y una densidad poblacional de 18,06 personas por km².

## Geografía
Maloy se encuentra ubicada en las coordenadas 40°40′14″N 94°24′34″O / 40.67056, -94.40944. Según la Oficina del Censo de los Estados Unidos, Maloy tiene una superficie total de 1.61 km², de la cual 1.6 km² corresponden a tierra firme y (0.65%) 0.01 km² es agua.

## Demografía
Según el censo de 2010, había 29 personas residiendo en Maloy. La densidad de población era de 18,06 hab./km². De los 29 habitantes, Maloy estaba compuesto por el 100% blancos, el 0% eran afroamericanos, el 0% eran amerindios, el 0% eran asiáticos, el 0% eran isleños del Pacífico, el 0% eran de otras razas y el 0% pertenecían a dos o más razas. Del total de la población el 0% eran hispanos o latinos de cualquier raza.